# Personel obozu zagłady w Bełżcu

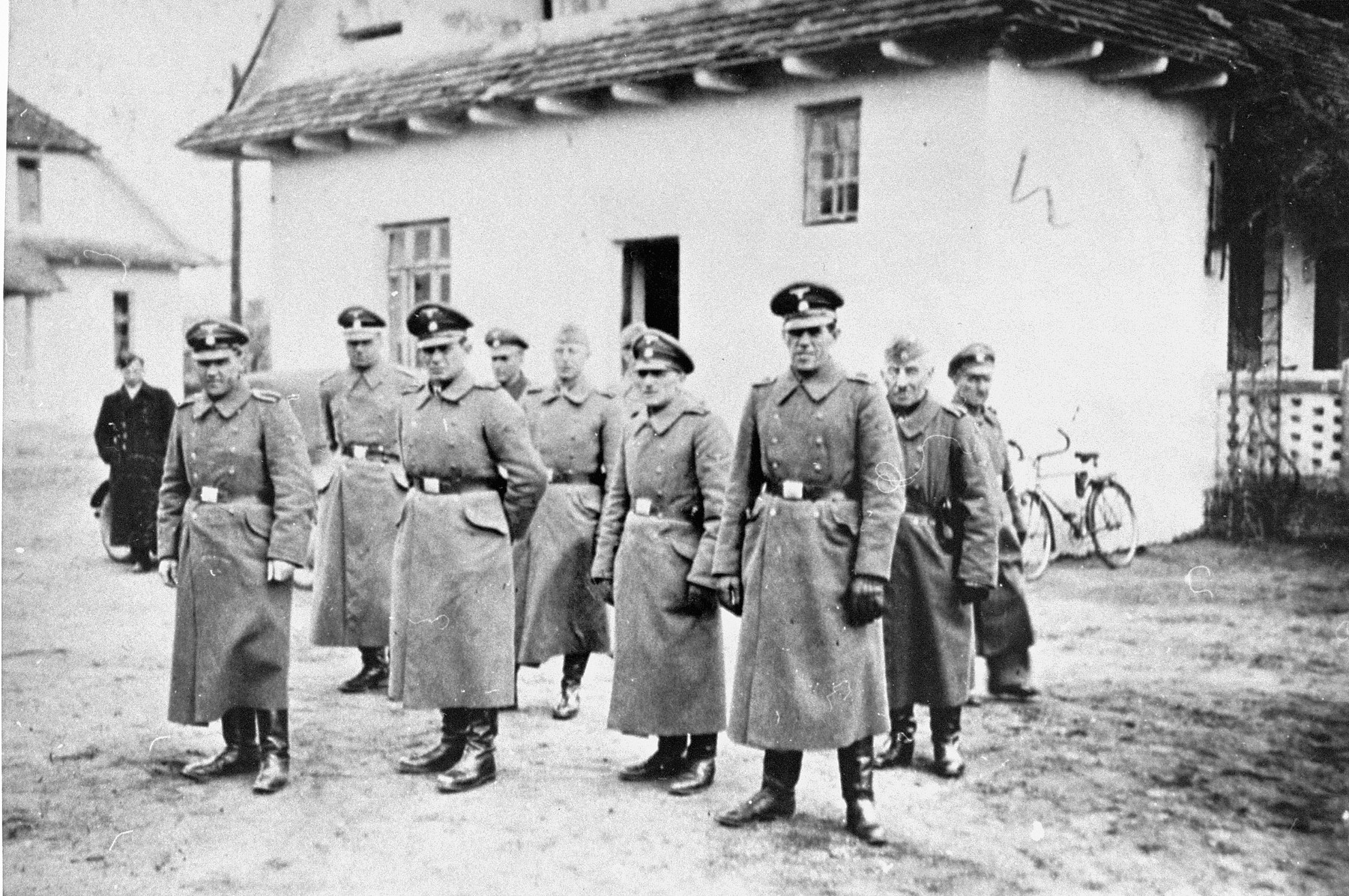
Esesmani z załogi Bełżca. Stoją od lewej: Fritz Tauscher, Karl Schluch, N.N., N.N., Karl Gringers, Ernst Zierke, Lorenz Hackenholt, Arthur Dachsel, Heinrich Barbl

Personel obozu zagłady w Bełżcu – kadra zarządzająca, strażnicy oraz personel administracyjny niemieckiego nazistowskiego obozu zagłady w Bełżcu.

## Personel niemiecki
Kadrę zarządzającą w ośrodku zagłady w Bełżcu stanowili funkcjonariusze SS – Niemcy i Austriacy. Przeciętnie w obozie służyło ich około dwudziestu. Niemiecki personel podlegał rotacji. Do 2010 roku ustalono nazwiska 37 esesmanów, którzy służyli w Bełżcu. Zdecydowaną większość stanowili wśród nich pracownicy Kancelarii Führera, którzy uprzednio uczestniczyli w akcji T4, czyli eksterminacji osób chorych psychicznie i niepełnosprawnych umysłowo.
Pierwsi członkowie niemieckiej załogi przybyli do nieukończonego obozu na początku 1942 roku. W tym okresie nosili ubrania cywilne; jedynie komendant Wirth występował w mundurze kapitana policji. Wkrótce pracownikom Kancelarii Führera oddelegowanym do udziału w akcji „Reinhardt” przyznano oficerskie lub podoficerskie stopnie SS. Uzyskali wtedy prawo do noszenia mundurów Waffen-SS, aczkolwiek bez run Sig na patkach kołnierzowych. Pod względem personalnym podlegali nadal Kancelarii, natomiast pod względem operacyjnym ich przełożonym był SS-Brigadeführer Odilo Globocnik – dowódca SS i Policji na dystrykt lubelski, a zarazem kierownik akcji „Reinhardt”.

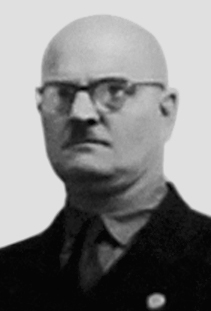
Christian Wirth, pierwszy komendant obozu zagłady w Bełżcu

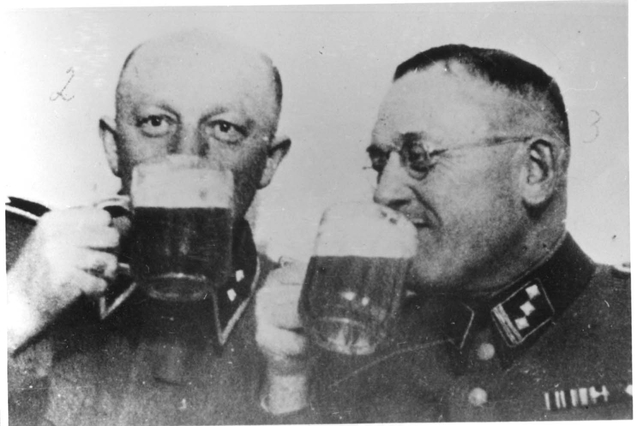
Gottlieb Hering, drugi komendant obozu (z prawej), w towarzystwie Heinricha Gleya

Funkcję komendanta obozu pełnili kolejno:
- Christian Wirth – z zawodu policjant, był jednym z kluczowych wykonawców akcji T4[9]. Do Bełżca przybył 22 grudnia 1941 roku[10]; w tym czasie posiadał stopień SS-Obersturmführera i komisarza kryminalnego[11]. Kierował obozem do 1 sierpnia 1942 roku, kiedy to został awansowany na stanowisko inspektora wszystkich obozów akcji „Reinhardt”[12]. Opierając się m.in. na doświadczeniach uzyskanych w czasie akcji T4, opracował i wdrożył większość zasad i procedur, które regulowały funkcjonowanie obozu, a w szczególności proces uśmiercania ofiar oraz postępowanie z żydowską siłą roboczą. Rozwiązania te zostały później zastosowane w innych obozach akcji „Reinhardt”[13][14][15]. Charakteryzowała go wyjątkowa gwałtowność i brutalność. Zaprowadził w Bełżcu rządy terroru, budząc postrach zarówno wśród żydowskich więźniów, jak i wśród niemieckich esesmanów i ukraińskich strażników[16][17]. Za zasługi położone w trakcie akcji „Reinhardt” został wiosną 1943 roku awansowany do stopnia SS-Sturmbannführera[18].
- Gottlieb Hering – z zawodu policjant, uczestnik akcji T4, wieloletni współpracownik Wirtha[19]. 1 sierpnia 1942 roku objął stanowisko komendanta i kierował obozem do jego likwidacji w czerwcu 1943 roku. Na okres jego rządów przypadło największe natężenie akcji eksterminacyjnej. Podobnie jak poprzednik kierował obozem twardą ręką i tylko w niewielkim stopniu ustępował mu brutalnością[20]. Wiosną 1943 roku został awansowany do stopnia SS-Hauptsturmführera[21].

Ważniejsze funkcje kierownicze na terenie obozu pełnili:
- Gottfried Schwarz – weteran akcji T4, zaufany współpracownik Wirtha[22]. Był członkiem pierwszej grupy esesmanów, którzy przybyli do Bełżca pod koniec października 1941 roku[23]. Przez cały okres istnienia obozu piastował stanowisko zastępcy komendanta, a zarazem kierownika obozu II, czyli obszaru zagłady, w którym znajdowały się komory gazowe i masowe groby[24]. Wiosną 1943 roku został awansowany do stopnia SS-Untersturmführera[25].
- Josef Oberhauser – członek SS, weteran akcji T4, zaufany współpracownik Wirtha[26]. Był członkiem pierwszej grupy esesmanów, którzy przybyli do Bełżca pod koniec października 1941 roku[23]. W czasie budowy obozu prawdopodobnie dowodził kompanią wartowniczą[27]. Jako adiutant komendanta zajmował trzecie miejsce w obozowej hierarchii i razem z Wirthem oraz Schwarzem nadzorował proces eksterminacji. Na początku sierpnia 1942 roku wraz z Wirthem opuścił obóz i przeniósł się do Lublina[26]. Wiosną 1943 roku został awansowany do stopnia SS-Untersturmführera[18].
- Lorenz Hackenholt – członek SS, pełnił służbę w KL Sachsenhausen, później uczestniczył w akcji T4[28]. Do Bełżca przybył pod koniec grudnia 1941 roku[29]. Prawdopodobnie w czasie „eksperymentalnej fazy” funkcjonowania obozu wraz z Siegfriedem Graetschusem przerobił skonfiskowany samochód pocztowy na ruchomą komorę gazową[30]. Później obsługiwał silnik, którego spalinami uśmiercano ofiary w komorach stacjonarnych; z tego powodu nadano mu przydomek Gasmeister („mistrz gazu”). Wiosną 1942 roku zaprojektował nowe komory gazowe obozu bełżeckiego, później uczestniczył także w projektowaniu i budowie komór gazowych w obozach w Sobiborze i Treblince. Na jego cześć nowe komory w Bełżcu nazwano „fundacją Hackenholta” (Stiftung Hackenholt)[31]. Często przeprowadzał egzekucje w „lazarecie”[a][32]. W czasie prowadzonej w Bełżcu akcji zacierania śladów zbrodni obsługiwał koparkę, przy której pomocy otwierano masowe groby[33].
- Kurt Franz – członek SS, z zawodu kucharz. W latach 1937–1939 był członkiem załogi KL Buchenwald, a w latach 1939–1942 pracował jako kucharz w kilku ośrodkach akcji T4. W Bełżcu służył od marca 1942 roku[34]. Początkowo pracował jako kucharz[35], później powierzono mu dowództwo nad kompanią wartowniczą[27]. We wrześniu 1942 roku został przeniesiony na stanowisko zastępcy komendanta obozu zagłady w Treblince[36]. W kwietniu 1942 roku awansowano go do stopnia SS-Oberscharführera[34], a wiosną 1943 roku do stopnia SS-Untersturmführera[25].
- Reinhold Feix – członek SS w randze Oberscharführera. Pełnił służbę w obozie szkoleniowym SS w Trawnikach, do Bełżca został przeniesiony prawdopodobnie latem 1942 roku[37]. Zastąpił Kurta Franza na stanowisku dowódcy kompanii wartowniczej[27]. Był jednym z najokrutniejszych członków załogi Bełżca. Na jego cześć jedna z dróg na terenie obozu została nazwana „Feixstraße”[38].
- Erwin Fichtner – weteran akcji T4, w Bełżcu piastował stanowisko kwatermistrza obozu[39]. Być może do jego zadań należało także odbieranie ofiarom pieniędzy i kosztowności, a następnie sprawowanie nad nimi pieczy[40]. W marcu 1943 roku został zabity przez polskich partyzantów w okolicach Tarnawatki[41].
- Rudolf Beer vel Bär – weteran akcji T4, służył w obozowej administracji[42]. Po śmierci Fichtnera zastąpił go na stanowisku kwatermistrza obozu[37].
- Fritz Tauscher – weteran akcji T4, w Bełżcu służył od października 1942 roku[43]. W końcowej fazie funkcjonowania obozu kierował akcją spalenia kilkuset tysięcy zwłok, które spoczywały w masowych grobach na terenie obozu II[33]. Później kierował pracami związanymi z likwidacją obozu i zacieraniem śladów po jego istnieniu[44].

Ponadto w skład niemieckiego personelu wchodzili między innymi:
- Heinrich Barbl – weteran akcji T4[45]. W Bełżcu pracował przede wszystkim jako hydraulik i elektryk[46]. Uczestniczył w budowie pierwszych komór gazowych; zainstalował przewody doprowadzające gazy spalinowe[47]. Później uczestniczył w budowie komór gazowych w Sobiborze[46]. Ze względu na notoryczne nadużywanie alkoholu i ograniczony poziom umysłowy był w obozie obiektem powszechnych kpin, a także wymierzano mu kary dyscyplinarne. Z tego samego powodu był jednak jedynym członkiem załogi, którego zwolniono z obowiązku wykonywania egzekucji w „lazarecie”[48].
- Arthur Dachsel – weteran akcji T4, z zawodu policjant. W Bełżcu nadzorował garaż i warsztat ślusarski[37]. W lipcu 1942 roku został przeniesiony do obozu w Sobiborze[49].
- Werner Dubois – członek SS, weteran akcji T4, w Bełżcu przebywał od marca 1942 roku. Służył w obozie II, gdzie nadzorował komando odpowiedzialne za kopanie masowych grobów. Często przeprowadzał egzekucje w „lazarecie”. Po likwidacji obozu został przeniesiony do Sobiboru[32].
- Herbert Floß – pełnił służbę w KL Buchenwald, później uczestniczył w akcji T4[39]. W Bełżcu przebywał przez krótki okres; już w kwietniu 1942 roku został przeniesiony do obozu w Sobiborze[41]. W późniejszym okresie zasłynął jako ekspert akcji „Reinhardt” do spraw kremacji[39]. Zimą 1942/43 uczestniczył w ekshumacji i paleniu zwłok, które pogrzebano w masowych grobach w Bełżcu[33].
- Erich Fuchs – weteran akcji T4, z zawodu mechanik samochodowy. W obozach zagłady akcji „Reinhardt” zajmował się m.in. technicznymi aspektami funkcjonowania komór gazowych[50]. W Bełżcu służył od stycznia 1942 roku[45]. Zainstalował dysze prysznicowe na sufitach tamtejszych komór gazowych, upodabniając je w ten sposób do łaźni. Był także kierowcą ciężarówki, którą przewożono do obozu zaopatrzenie i niezbędne materiały[50].
- Hans Girtzig – weteran akcji T4, w Bełżcu przebywał od połowy 1942 roku[51]. Służył na terenie tzw. obozu I, do jego zadań należało m.in. nadzorowanie żydowskich komand roboczych[52].
- Heinrich Gley – członek SS, weteran akcji T4, w Bełżcu przebywał od września 1942 roku[53]. Służył na terenie obozu I: na rampie i w rozbieralni[54]. Często przeprowadzał egzekucje w „lazarecie”[46]. W końcowej fazie funkcjonowania obozu nadzorował komando zajmujące się ekshumacją i kremacją kilkuset tysięcy zwłok, które pogrzebano na terenie obozu II[55].
- Siegfried Graetschus – pełnił służbę w KL Sachsenhausen[54], do Bełżca przybył w styczniu 1942 roku wraz z grupą weteranów akcji T4[45]. Prawdopodobnie w czasie „eksperymentalnej fazy” funkcjonowania obozu wraz z Lorenzem Hackenholtem przerobił skonfiskowany samochód pocztowy na ruchomą komorę gazową[30]. W maju 1942 roku został przeniesiony do obozu zagłady w Treblince[54].
- Paul Groth – weteran akcji T4, w Bełżcu służył od stycznia 1942 roku[56]. W kwietniu tegoż roku został przeniesiony do obozu w Sobiborze, rzekomo ze względu na nadużywanie alkoholu i skrajną brutalność, która zakłócała proces eksterminacji. Osiem miesięcy później ponownie przeniesiono go do Bełżca, tym razem na skutek ujawnienia jego romansu z żydowską więźniarką. W czerwcu 1943 roku kierował transportem, którym ostatnią grupę więźniów Bełżca wysłano na śmierć do Sobiboru[56][57].
- Fritz Jirmann – pełnił służbę w KL Buchenwald, później uczestniczył w akcji T4[58]. W Bełżcu sprawował nadzór nad obozową rampą[46]. Zazwyczaj po przybyciu transportu wygłaszał do ofiar przemówienie, w którym zapewniał, że znajdują się w obozie przejściowym, a po „kąpieli i dezynfekcji” będą mogły kontynuować podróż do obozów pracy[59]. Często przeprowadzał także egzekucje w „lazarecie”[60]. W marcu 1943 roku został przypadkowo zastrzelony przez Heinricha Gleya podczas incydentu z udziałem ukraińskich strażników[41].
- Robert Jührs – weteran akcji T4, w Bełżcu przebywał od czerwca 1942 do marca 1943. Służył zarówno w obozie I, jak i w obozie II, nadzorując żydowskich więźniów[52].
- Rudolf Kamm – weteran akcji T4, w Bełżcu przebywał od wiosny 1942 roku[61]. Nadzorował więźniów sortujących przedmioty odebrane ofiarom, uczestniczył także w przyjmowaniu transportów[62].
- Johann Niemann – w latach 1934–1941 służył w kilku obozach koncentracyjnych, uczestniczył także w akcji T4[63]. Był członkiem pierwszej grupy esesmanów, którzy przybyli do Bełżca pod koniec października 1941 roku[23]. Pełnił służbę w obozie II[46]. W kwietniu 1942[46] lub styczniu 1943[63] został przeniesiony do Sobiboru, gdzie objął stanowisko zastępcy komendanta. Wiosną tegoż roku awansowano go do stopnia SS-Untersturmführera[25].
- Karl Schluch – weteran akcji T4, w Bełżcu służył od marca[53] lub czerwca[64] 1942 roku – aż do momentu ostatecznej likwidacji obozu. Sprawował nadzór nad „śluzą” (niem. Schleuse), czyli specjalnym korytarzem, który łączył rozbieralnię w obozie I z komorami gazowymi w obozie II. Jego zadaniem było zapewnić – przy użyciu perswazji lub przemocy – aby nagie ofiary posłusznie udały się do komór gazowych[46][65].
- Heinrich Unverhau – weteran akcji T4, w Bełżcu przebywał od czerwca 1942 roku do lata 1943 roku[66]. Służył w lokomotywowni leżącej poza terenem obozu ścisłego, gdzie nadzorował komando, które sortowało odebrane ofiarom mienie[67]. Po likwidacji Bełżca został przeniesiony do Sobiboru. Latem 1943 roku powrócił na krótko do Bełżca, aby pomóc w maskowaniu terenu poobozowego, m.in. poprzez sadzenie tam młodych drzewek[66].
- Ernst Zierke – weteran akcji T4, w Bełżcu przebywał od czerwca 1942 roku do marca 1943 roku[68]. Pełnił służbę w obozie I: na rampie oraz w rozbieralni[53].

Innymi Niemcami, którzy odegrali istotną rolę w historii obozu, byli:
- Richard Thomalla – oficer SS w randze Obersturmführera, w czasie niemieckiej okupacji pracował w Centralnym Zarządzie Budowlanym SS i Policji w Lublinie; jego biuro mieściło się w Zamościu. Prawdopodobnie opracował plan architektoniczny obozu w Bełżcu i przez pierwszy miesiąc kierował jego budową[69]. Później kierował budową ośrodków zagłady w Sobiborze i Treblince[70][71].
- Helmut Kallmeyer – chemik zatrudniony w Kancelarii Führera[72]. Prawdopodobnie to on pod pseudonimem „dr Blaurock” przez kilka tygodni nadzorował budowę obozu, a następnie asystował Wirthowi podczas „eksperymentów”, których celem było wypracowanie najbardziej efektywnej metody masowego mordu[72][73][74].
- Rudolf Göckel – niemiecki kolejarz, w czasie okupacji zawiadowca na stacji w Bełżcu. Obsługiwał parowóz, przy którego pomocy wtaczano do obozu wagony z żydowskimi ofiarami[75][76].

## Wachmani

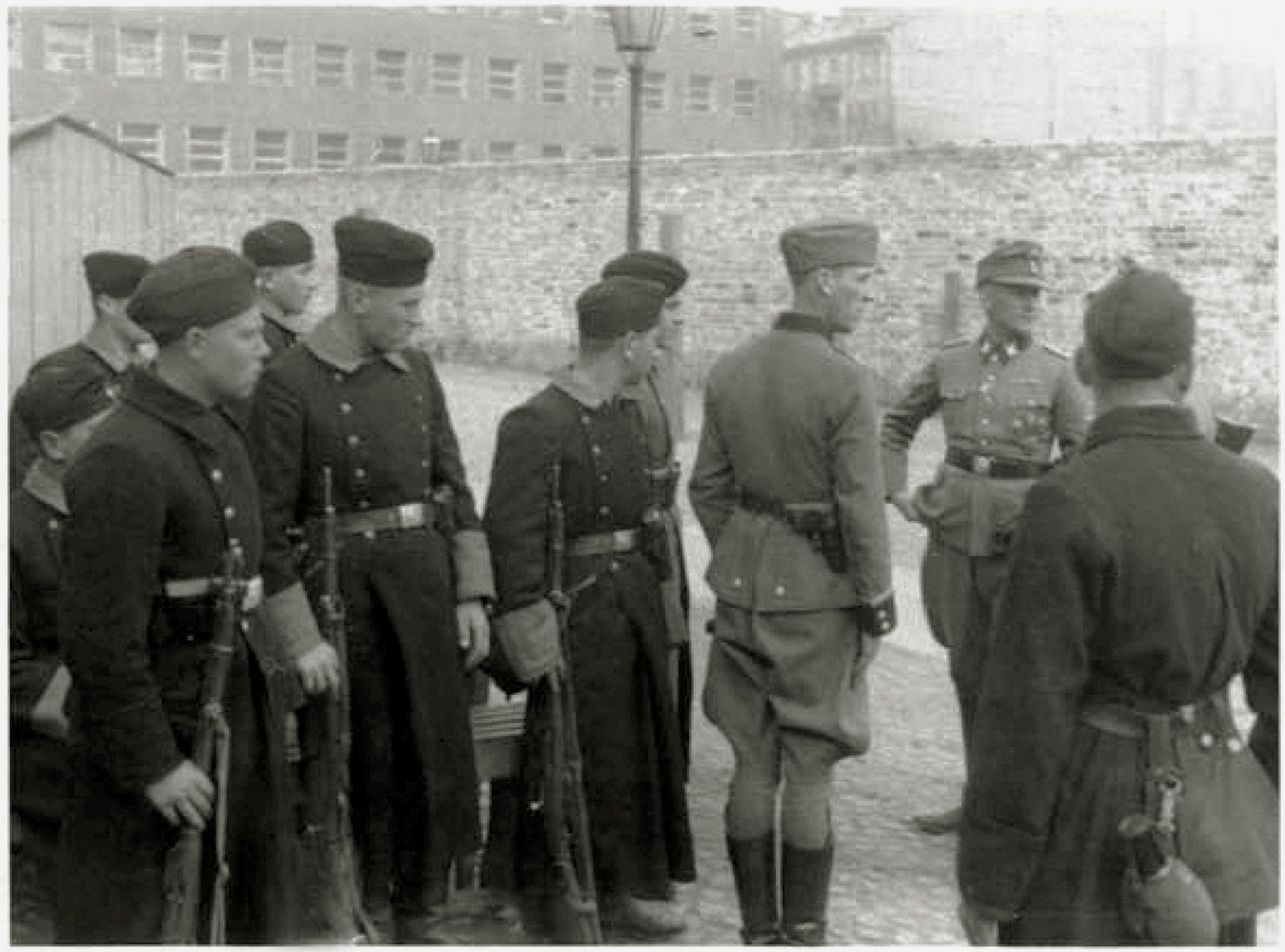
Trawniki-Männer tłumiący powstanie w getcie warszawskim

Niemiecki personel wspomagała kompania strażników (wachmanów). Rekrutowali się oni spośród tzw. Trawniki-Männer, czyli wschodnioeuropejskich kolaborantów przeszkolonych w obozie SS w Trawnikach. Zazwyczaj byli to sowieccy jeńcy wojenni, którzy z rozmaitych względów zgodzili się przejść na służbę niemiecką. Większość była narodowości ukraińskiej. Niemniej stosowane wobec wachmanów określenie „Ukraińcy” nie jest zupełnie ścisłe, gdyż Niemcy starali się rekrutować do oddziałów z Trawnik przede wszystkim sowieckich volksdeutschów, a obok Ukraińców także przedstawicieli innych nierosyjskich narodów ZSRR. Z powodu braku rekruta często zdarzało się zresztą, że do oddziałów z Trawnik rekrutowano rodowitych Rosjan. W składzie załogi Bełżca znaleźli się nawet jeden Tatar i jeden ukraiński Bułgar.
Kompanią wartowniczą każdorazowo dowodził niemiecki esesman. Wachmanom, którzy znali język niemiecki, a więc zazwyczaj volksdeutschom, powierzano niższe stanowiska dowódcze. Najwyższy rangą strażnik posiadał stopień Oberzugwachmanna (zastępca dowódcy kompanii), nieco niżej w hierarchii stali Gruppenzugwachmanni (dowódcy plutonów) i Zugwachmanni (dowódcy drużyn). Podobnie jak w przypadku załogi niemieckiej, skład kompanii wartowniczej podlegał rotacji. Pierwsza grupa wachmanów, która przybyła do Bełżca w listopadzie 1941 roku, liczyła prawdopodobnie około 60 osób. Na krótko przed uruchomieniem obozu została wycofana, a na jej miejsce sprowadzono nowy pododdział, liczący prawdopodobnie około 90–100 strażników. W okresie największego natężenia akcji eksterminacyjnej liczebność kompanii zwiększono do około 120–130 osób, natomiast w czasie prac związanych z likwidacją obozu zmniejszono ją do około 60–70 osób. Robert Kuwałek przypuszczał, że w różnych odstępach czasu w Bełżcu służyło około czterystu wachmanów.
Wachmani nosili początkowo przedwojenne polskie mundury przefarbowane na kolor czarny. Później ubierano ich w zdobyczne mundury belgijskie. Zdarzało się przy tym, że mieli na sobie elementy jednego i drugiego umundurowania. Byli uzbrojeni w karabiny, zazwyczaj zdobyczne sowieckie. Niekiedy wydawano im także broń automatyczną. Do ich zadań należało pełnienie straży wewnątrz obozu, na jego obrzeżach oraz w obiektach położonych poza jego właściwymi granicami, sprawowanie nadzoru nad żydowskimi więźniami, przyjmowanie transportów i pędzenie Żydów do komór gazowych. Wykonywali także niektóre prace fizyczne.
Do 2016 roku udało się ustalić nazwiska 101 strażników, z czego 24 było volksdeutschami. Wiadomo, że poszczególnymi plutonami dowodzili: Christian Schmidt (volksdeutsch z Łotwy), Friedrich Schneider (Niemiec nadwołżański), Reinhard Sievert vel Siebert (volksdeutsch z Wołynia). Nie udało się ustalić nazwiska osoby, która pełniła funkcję Oberzugwachmanna. Być może był nim wspomniany Christian Schmidt, aczkolwiek wskazuje się również na volksdeutscha o nazwisku Kaiser. Obozowymi kierowcami byli Samuel Kunz i Karol Trauttwein. Dwóch strażników – Edward Własiuk i drugi nieznanego nazwiska – obsługiwało silnik służący do gazowania ofiar.
Wachmani byli traktowani przez niemiecki personel z nieufnością i dystansem, ponadto poddano ich surowej dyscyplinie. Częste były wypadki, gdy wachmanów oskarżonych o rozmaite przewinienia karano chłostą, uwięzieniem w bunkrze lub nawet rozstrzelaniem. Z początkiem 1943 roku morale wachmanów znacznie się obniżyło, co było spowodowane informacjami o niemieckich klęskach na froncie wschodnim, a być może także obawą, że po likwidacji obozu zostaną zamordowani jako niepożądani świadkowie. Od tego momentu odnotowywano liczne przypadki dezercji. 13 marca z obozu zbiegło dwunastu lub piętnastu uzbrojonych strażników, których przywódcą był Iwan Wołoszyn. Niemcy odesłali wówczas całą kompanię wartowniczą do Trawnik, a na jej miejsce przysłali nowy oddział. 10 kwietnia część nowo przybyłych wachmanów wszczęła jednak bunt lub została przyłapana na przygotowaniach do zbiorowej ucieczki. Szesnastu, których uznano za prowodyrów, zostało rozstrzelanych (przed śmiercią kilku stawiło Niemcom czynny opór). W konsekwencji również ten oddział odesłano do Trawnik. 12 kwietnia do obozu przybyła trzecia z kolei kompania wachmanów, złożona przede wszystkim z Ukraińców zwerbowanych na terenie dystryktu Galicja.